# Dito (film)
Ne doit pas être confondu avec Ditto (film).
Pour les articles homonymes, voir Dito.
Pour plus de détails, voir Fiche technique et Distribution.
Dito (Ditto) est un court métrage américain de Charles Lamont réalisé en 1937.

## Fiche technique
- Dialogues : Paul Girard Smith
- Producteur : E. H. Allen, E. W. Hammons
- Langue : anglais

## Distribution
- Buster Keaton : l'homme perdu
- Gloria Brewster : la maîtresse de maison
- Barbara Brewster : sœur jumelle de la maîtresse de maison
- Harold Goodwin : Hank
- Lynton Brent : Bill
- Al Thompson
- Robert Ellsworth